# 55 Пандора
55 Пандора — астероїд головного поясу, відкритий 10 вересня 1858 року.
Тіссеранів параметр щодо Юпітера — 3,316.